# Honschaft Berghausen
Die Honschaft Berghausen war im Mittelalter und der Neuzeit eine Honschaft im Kirchspiel Hückeswagen im bergischen Amt Hückeswagen (ab 1555 Amt Bornefeld-Hückeswagen). Sie war eine von vier Honschaften der Außenbürgerschaft Hückeswagen.
Im Jahr 1797 wurden für die Honschaft 48 Einwohner 19 Feuerstätten, 110 bergische Morgen Ackerland, 25 berg. Morgen Wiesen, 170 berg. Morgen Wald, sowie ein Pferd und 50 Ochsen und Kühe verzeichnet.
Die Honschaft überstand die kommunale Neuordnung im Großherzogtum Berg unter französischer Verwaltung ab 1806. Nach Abzug der Franzosen aus dem Rheinbundstaaten 1813 nach der Niederlage in der Völkerschlacht von Leipzig wurde unter Preußen die Honschaft 1815 der Bürgermeisterei Hückeswagen im Kreis Lennep zugeordnet.
Zu der Honschaft gehörten 1832 laut der Statistik und Topographie des Regierungsbezirks Düsseldorf die Wohnplätze und Hofschaften (originale Schreibweise) Brunsbach, Waag, Brücke, Brüningsau, Fuhr, Busche, Großberghausen, Mickenhagen, Kleinhöhfeld, Höh, Gillesbever, Wefelsen, Käfernberg, Kleinberghausen, Phillipsbever, Kleineichen, Großeneichen, Stahlschmidtsbrücke, Kobeshofen, Dierl, Halfmannsberghausen, (Ober) Langenberg, (Nieder) Langenberg, Elberhausen, Steinberg, Fürweg, Heyde, Kleppersfeld, Pixwaag, Dickebever, Dannenbaum, Platzhausen, Fröhlenhausen, Rasselstein und Bever.
Laut der Statistik besaß die Honschaft 1815/16  eine Einwohnerzahl von 1.058. 1832 betrug die Einwohnerschaft 1.254, die sich in 502 katholische und 752 evangelische Gemeindemitglieder aufteilten. Die Wohnplätze der Honschaft umfassten zusammen zwei öffentliche Gebäude (Schulen), 132 Wohnhäuser, 18 Mühlen bzw. Fabriken und 160 landwirtschaftliche Gebäude.
Am 10. Januar 1861 wurden die Außenbürgerschaft Hückeswagen mit ihren vier Honschaften in die Landgemeinde Neuhückeswagen umgewandelt.